# 熊繹
熊繹（？—？），芈姓，熊氏，名绎，楚国被西周分封后的第一代国君，鬻熊曾孙，熊狂之子。
周成王時代，成王舉用文王、武王功臣的後代，於是熊繹受封為楚君，賜“子男”田地，封地在丹阳（今湖北省秭归县东南）。曾參加岐陽之會（今陝西岐山縣東北），管理置茅縮酒，並與山戎酋長一起“守燎”祭天、礼宾。熊繹僻在荊山，当地地瘠民贫，他亲自拓荒，“篳路藍縷，以啟山林”，以桃弧棘矢供奉周天子。熊繹子熊艾繼任為楚君。
熊绎曾与齐国第二代君主齐丁公、卫国第二代君主卫康伯、晋国第二代君主晋侯燮和周公旦之子鲁公伯禽一同擔任周康王的大臣。周康王分四位诸侯以珍宝之器。而同事周康王的熊绎却无分。春秋时代的公元前530年，楚灵王仍然提起此事。